# Сан-Джованни-ин-Персичето
Сан-Джованни-ин-Персичето (итал. San Giovanni in Persiceto) —  город в Италии, располагается в регионе Эмилия-Романья, подчиняется административному центру Болонья.
Население составляет 23 934 человека (на 2001 г.), плотность населения составляет 209,2 чел./км². Занимает площадь 114,41 км². Почтовый индекс — 40017. Телефонный код — 051.
Покровителем населённого пункта считается святой Иоанн Креститель. Праздник ежегодно празднуется 24 июня.